# Петко Напетов
Петко Георгиев Напетов с псевдоним Димо Тодоров Борилков е български революционер, деец на ВМОРО и на БКП, публицист.

## Биография
Роден в село Галата (днес квартал на Варна) в семейство на бежанци от Чокенско. Завършва гимназия във Варна, където участва в ученически социалистически кръжок. Учителства в одринските села Ташлъмюселим и Провадия, като се включва в редовете на ВМОРО и основава първите революционни комитети в Чокенско. Присъединява се към четата на Лазар Маджаров през лятото на 1901 година, а през декември 1902 е секретар на Кръстьо Българията в Чокенско. Заради конфликт с войводата е отстранен от района и изпратен обратно в България. Участва в Пловдивския конгрес през април 1902 година. Взема участие в Илинденско-Преображенското въстание 1903 година. Неговият четник Наньо Момчев (Яръм Левски) от Стара Загора го замества като войвода в Беломорието.
След разгрома на въстанието преминава в България. Установява се в София и работи главно като синдикален деец. През 1904 г. става член на БРСДП (т. с.). Делегат на партията на Първата балканска социалдемократическа конференция в Белград (25 – 27 декември 1909 година стар стил).
Участва в Балканските войни в 1912 – 1913 година и в Първата световна война в 1914 – 1918 година. През 1919 година е включен в ръководството на Военната организация на БКП и в подготовката на Септемврийското въстание от 1923 година, но преди избухването му е арестуван.
След освобождаването си продължава активно да се занимава с партийна дейност. Открива книжарница в София, която се превръща във важно средище на комунистически дейци. Разгръща активна дейност за реорганизирането на БКП на нелегална основа. През 1925 година е избран за член на Изпълнителното бюро на ЦК на БКП (т. с.) и участва в работата на Виенския разширен пленум (1927).
Един от инициаторите за създаване на Работническата партия /РП/ като легална форма на забранената БКП, а след образуването на РП (1927) става неин организационен секретар. През 1931 година посещава СССР и впечатленията си предава в брошурата „В страната на строящия се социализъм“, която се разпространява в масов тираж в клубовете на РП. Избран е за народен представител в ХХІІІ ОНС като представител на РП.
Убит е през 1933 г. от дейци на ВМРО край село Горна баня.